# 岩松站
岩松站（日语：／ Iwamatsu eki */?）是位於長崎縣大村市岩松町947番2號，九州旅客鐵道（JR九州）的大村線車站。

## 車站構造

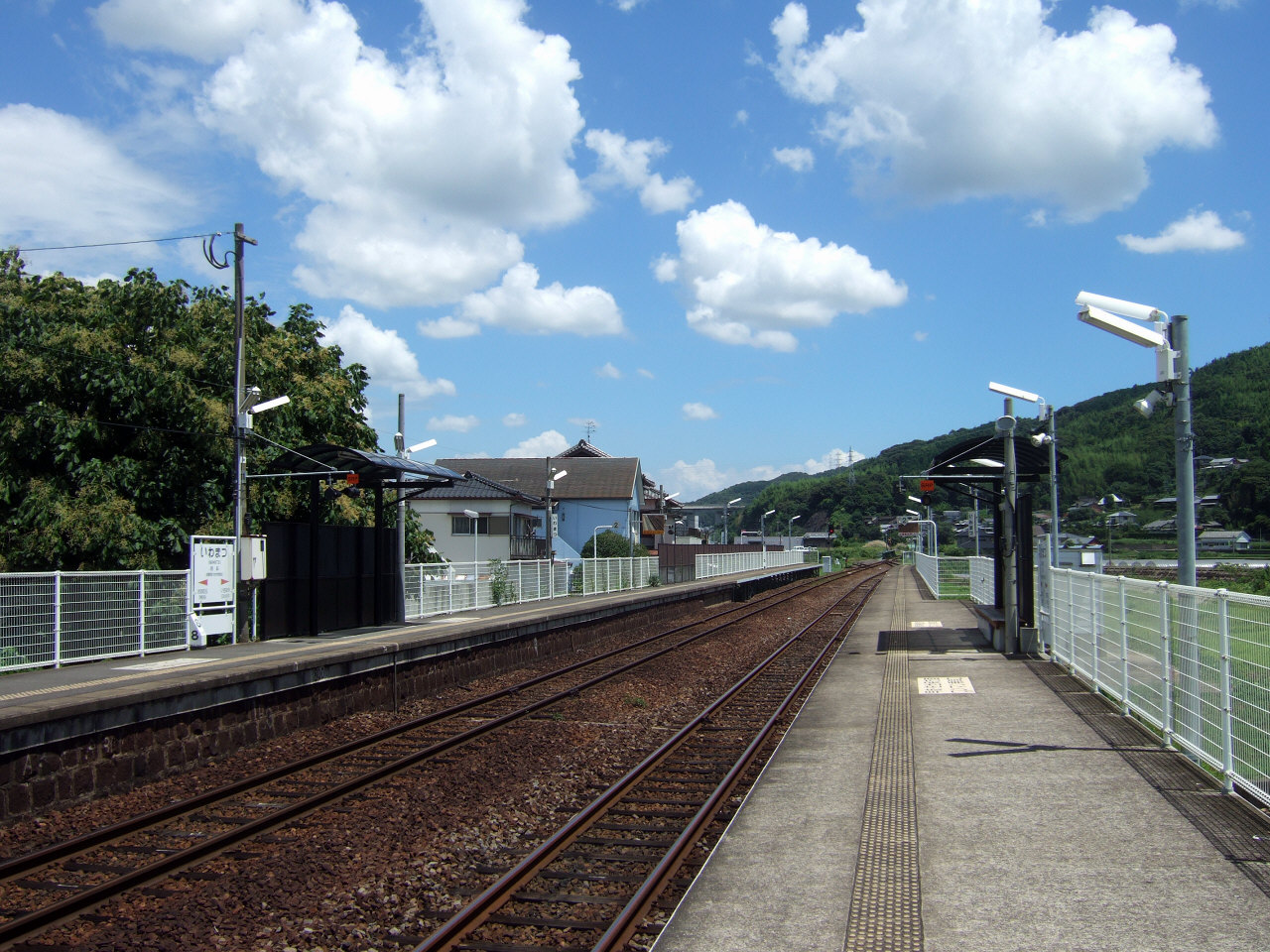
站內（2008年7月）

車站是一座地面車站，設有2面2線的相對式月台。兩月台上設有站內平交道。在JR成立後，為了增加大村線班次，使此站進行工程，使此站可進行列車交會。該工程同時實現了一線通過方式，使快速列車可高速通過。在停車列車中，除了部分列車外，月台設有方向性。
此站是無人車站，設有自動售票機。

### 月台
| 月台 | 路線    | 上下行 | 方向       |
| ---- | ------- | ------ | ---------- |
| 1    | ■大村線 | 下行   | 長崎方向   |
| 2    | ■大村線 | 上行   | 佐世保方向 |

## 歷史
- 1945年4月20日：車站啟用[1]。
- 1987年4月1日：伴隨國鐵分割民營化，車站由九州旅客鐵道（JR九州）營運[2]。
- 2012年12月1日：包括此站之內，於長崎地區19個車站引入了SUGOCA[3]。

## 使用狀況
在2010年度，1日平均乘車人次為128人。2018年起，由於平均每日乘車人數未能達至全九州首300位，因此並未有實際的數字，但由於仍達至100人或以上的水平，所以仍會於顯示於排行榜附表內。
| 乘車人次變化 | 乘車人次變化 |
| 年度         | 1日平均人次  |
| ------------ | ------------ |
| 2000         | 122          |
| 2001         | 124          |
| 2002         | 137          |
| 2003         | 148          |
| 2004         | 153          |
| 2005         | 134          |
| 2006         | 135          |
|              |              |
| 2010         | 128          |
|              |              |
| 2016         | 140          |
| 2017起       | >100。       |

## 相鄰車站
九州旅客鐵道（JR九州）
■大村線
■快速「Sea Side Liner」、■區間快速「Sea Side Liner」
通過
■普通
大村－岩松－諫早

## 外部連結
- JR九州岩松站 （页面存档备份，存于）（日語）